# Fumone
Fumone är en ort och kommun i provinsen Frosinone i regionen Lazio i Italien. Kommunen hade 2 092 invånare (2018).